# Furkreja
Furkreja (lat. Furcraea), rod trajnica, sukulenata iz porodice šparogovki, dio je potporodice saburovki. Postoji 25 priznatih vrsta u tropskoj Americi, od Bolivije i Brazila na jugu, na sjever do Meksika.

## Vrste
1. Furcraea acaulis (Kunth) B.Ullrich
2. Furcraea andina Trel.
3. Furcraea antillana A.Álvarez
4. Furcraea boliviensis Ravenna
5. Furcraea cabuya Trel.
6. Furcraea depauperata Jacobi
7. Furcraea flavoviridis Hook.
8. Furcraea foetida (L.) Haw.
9. Furcraea guatemalensis Trel.
10. Furcraea guerrerensis Matuda
11. Furcraea hexapetala (Jacq.) Urb.
12. Furcraea longaeva Karw. & Zucc.
13. Furcraea macdougallii Matuda
14. Furcraea martinezii García-Mend. & L.de la Rosa
15. Furcraea niquivilensis Matuda ex García-Mend.
16. Furcraea occidentalis Trel.
17. Furcraea parmentieri (Roezl) García-Mend.
18. Furcraea pubescens Tod.
19. Furcraea quicheensis Trel.
20. Furcraea samalana Trel.
21. Furcraea selloana K.Koch
22. Furcraea stratiotes Petersen
23. Furcraea stricta Jacobi
24. Furcraea tuberosa (Mill.) W.T.Aiton
25. Furcraea undulata Jacobi

## Sinonimi
- Fourcroya Spreng.
- Funium Willemet
- Roezlia Laurentius